# Jan Hornziel
Jan Hornziel (ur. 8 grudnia 1812 w Śniatynie, zm. 6 stycznia 1871 w Warszawie) – polski skrzypek i pedagog muzyczny.

## Życiorys
Wychowywał się w Lublinie, gdzie uczył się gry na skrzypcach u Antoniego Fleminga i Stanisława Serwaczyńskiego. Następnie studiował w Weimarze u Louisa Spohra. Po ukończeniu nauki w 1836 roku wrócił do Lublina, gdzie poświęcił się koncertowaniu i działalności pedagogicznej. Do grona jego uczniów należeli Edward Frankenstein, Henryk Wieniawski, Ignacy Komorowski i Leopold Leon Lewandowski. W 1841 roku został koncertmistrzem Teatru Wielkiego w Warszawie. Razem z Karolem Studzińskim i Maurycym Karasowskim grał w kwartecie założonym przez Apolinarego Kątskiego. Został pochowany na cmentarzu ewangelicko-augsburskim w Warszawie.
Był żonaty ze śpiewaczką Karoliną z d. Wernik.